# Klapparáshnjúkur
Klapparáshnjúkur är en bergstopp i republiken Island. Den ligger i regionen Austurland, 400 km öster om huvudstaden Reykjavík. Toppen på Klapparáshnjúkur är 641 meter över havet.
Trakten runt Klapparáshnjúkur är nära nog obefolkad, med mindre än två invånare per kvadratkilometer. Det finns inga samhällen i närheten. Trakten runt Klapparáshnjúkur består i huvudsak av gräsmarker.